# 多花铁线莲
多花铁线莲（学名：Clematis dasyandra var. polyantha）为毛茛科铁线莲属下的一个变种。

## 扩展阅读
- 維基物種上的相關：多花铁线莲